# Petronella Moens
Petronella Moens (Kûbaard, 16 de noviembre de 1762 - Utrecht, 4 de enero de 1843) fue una escritora, editora y feminista ciega de los Países Bajos. 

## Biografía
A la edad de cuatro años ya estaba casi ciega, a pesar de ello se convirtió en una de las escritoras más famosas de su tiempo. En principio dictaba a sus amigos los textos de sus obras y más tarde contrató a un secretario para ayudarla. Su trabajo consta de 150 títulos: poemas ocasionales de artículos revisados. obras de teatro, novelas moralizantes -pertenecientes a la corriente de omanticismo- así como novelas epistolares, historias y discursos religiosos, folletos de política y literatura infantil.
Ella fue reportera parlamentaria y siguió de cerca los debates de la Asamblea Nacional, donde estaba particularmente interesada en los temas de la emancipación de las mujeres y de los judíos así como la abolición del tráfico de esclavos.
Desde los años 1980, es objeto de varios estudios. En febrero del año 2000 se creó, en Nimega , la fundación Petronella Moens De Vriendin van't Vaderland , y el mismo año, J. Resp Veltman-van den Bos publicaron una biografía bastante completa.